# Halluin
Halluin (en neerlandés, Halewijn) es una comuna francesa situada en el departamento del Norte, en la región de Alta Francia.

## Geografía

### Ubicación
La localidad está ubicada en la parte septentrional del distrito de Lille, en las proximidades del río Lys, en la frontera franco-belga. Es limítrofe con las comunas francesas de Bousbecque, Roncq y Neuville-en-Ferrain y con la comuna belga de Menen.

### Hidrografía
La comuna es atravesada por el río Lys, que nace en Lisbourg y que se une al río Escalda en Gante (Bélgica).

## Demografía
En 1469, Halluin era una pequeña población conformada por unas 300 personas. El rápido crecimiento que experimenta durante la segunda mitad del siglo XIX es debido a la inmigración masiva de obreros flamencos en busca de un trabajo. Durante veinticinco años, la ciudad contó con más de un 75 % de extranjeros.
| 14 138 | 14 829 | 15 491 | 16 444 | 17 629 | 18 997 | 20 812 |
| Para los censos de 1962 a 1999 la población legal corresponde a la población sin duplicidades (Fuente: INSEE [Consultar]) |        |        |        |        |        |        |

## Toponimia
El origen del nombre ha sido objeto de diversas hipótesis por parte de los etimólogos. Sin embargo, dos de ellos parecen más convincentes.
Según el abad Alphonse-Marie Coulon, en su obra Histoire de Halluin, el nombre proviene de hallu e in, designando esta partícula la morada o la residencia. El nombre de la ciudad se referiría entonces a la casa de un cabeza de familia, llamado Hallu, que reunía a su familia y a sus súbditos bajo su techo.
Según otros etimólogos, el nombre de la comuna proviene de Hassou Halle, que significa "almacén", y win, que significa "vino".
Su nombre cambió en varias ocasiones de ortografía pasando por "Haluwin", "Halewin", "Halowin", "Haluing", "Halwin", "Haluyn" y "Halluin".

## Historia

### SigloXVI
La primera aparición en la historia del nombre Hallewyn data del año 1066, fecha en la que el conde de Flandes Balduino V asignó una dotación a la colegiata de Saint-Pierre de Lille.
Desde principios del siglo XVI, los señores de Haillin eran los mismos que los de Comines: las casas de Croy, Ligne-Croy, Hénin-Liétard y finalmente los duques de Orleans.
Halluin fue también española, en el siglo XVI, cuando Flandes pasa a manos de los Habsburgo.
En 1583 se construye un fuerte en Halluin, que es destruido durante el conflicto entre Charles de Croy y el duque Alejandro Farnesio.

### SigloXVII
La población vuelve a ser francesa en el siglo XVII, siendo conquistada en 1686 (algunos años después de la toma de Lille) por Luis XIV, quien da su nombre a un puente de la ciudad.

## Economía
Tradicionalmente su actividad principal ha sido la industria textil, que en 1948 empleaba a 7500 personas, casi de la mitad de los cuales eran trabajadores transfonterizos. La localidad contaba con hasta con 20 empresas textiles. Otra actividad importante era la fabricación de muebles.
A partir de los años 1980, estos dos sectores de actividad desaparecieron gradualmente, debido a la fuerte competencia internacional.
Hoy en día, la economía de la localidad se concentra en unas pocas industrias (en particular el tratamiento de residuos), la agricultura y los servicios.
En 2009 la tasa de desempleo de la ciudad era del 11.8 % y los ingresos familiares netos anuales eran de € 21,134.

## Hermanamientos
- Menin
- Erkenschwick (1969)
- North-Tyneside (1994)
- Pniewy (1998)
- Lübbenau (2000)
- Kočevje (2000)